# 圣胡利亚-德尔略尔-伊邦马蒂
圣胡利安-德尔略尔伊邦马蒂（西班牙語：San Julián del Llor y Bonmatí）是西班牙加泰罗尼亚赫罗纳省的一个市镇。总面积10平方公里，总人口989人（2001年），人口密度99人/平方公里。